# Luciano Domínguez
Luciano Domínguez, vollständiger Name Luciano Rodrigo Domínguez Nunes, (* 8. Juni 1995 in Montevideo) ist ein uruguayischer Fußballspieler.

## Karriere

### Verein
Der 1,75 Meter große Defensivakteur Domínguez gehörte in der Spielzeit 2014/15 dem Kader des uruguayischen Hauptstadtvereins Racing Club de Montevideo in der Primera División an. Ab Mitte August 2014 war er dort in der Liga mehrfach Mitglied des Spieltagsaufgebots der Erstligamannschaft. Zum Einsatz kam er aber nicht. Anfang Februar 2016 wechselte er auf Leihbasis zum Zweitligisten Canadian Soccer Club. Sein Debüt im Profifußball feierte er in der Clausura 2016 am 5. März 2016 bei der 0:2-Heimniederlage im Spiel gegen Deportivo Maldonado, als er von Trainer Elio Rodríguez in die Startelf beordert wurde. In der Saison 2015/16 bestritt er neun Begegnungen (kein Tor) in der Segunda División. Anschließend kehrte er zum Racing Club zurück.

### Nationalmannschaft
Domínguez nahm im März 2014 am Lehrgang der uruguayischen U-20-Nationalmannschaft teil. Sein Debüt in der U-20 feierte er spätestens am 15. April 2014 unter Trainer Fabián Coito mit einem Startelfeinsatz beim 3:0-Sieg im Freundschaftsländerspiel gegen die chilenische Auswahl. Des Weiteren kam er bislang bei den Länderspielen am 22. Mai 2014 und am 12. Juni 2014 jeweils gegen Paraguay zum Einsatz.